# Cosmorhoe carringtoni
Cosmorhoe carringtoni là một loài bướm đêm trong họ Geometridae.